# Ragnar Sachs
Ragnar Sachs, född 28 februari 1902 i Stockholm, död 9 november 1973 i Stockholm, var en svensk företagsledare, känd som VD för NK.

## Bakgrund och karriär
Sachs var son till NK:s grundare Josef Sachs och Sigrid Fränckel. Han tog studentexamen 1920, avlade reservofficersexamen 1922, blev diplomerad från Handelshögskolan i Stockholm (DHS) 1923 och studerade utomlands 1924–1925. År 1925 anställdes han i AB NK, tillträdde som verkställande direktör där 1937 och blev styrelseordförande 1958.

## Uppdrag och utmärkelser
Ragnar Sachs var styrelseledamot i Stockholms fondbörs från 1948, Svenska Turisttrafikförbundet (STTF) 1948–1959 (förste vice ordförande 1958, ordförande från 1961), Franska handelskammaren 1933–1959, Brittiska handelskammaren i Sverige och Svenska handelskammaren i USA från 1954. Han var styrelseordförande i AB Turitz & Co från 1958, styrelsesuppleant i Scandinavian Airlines från 1959, fullmäktig i Stockholms handelskammare från 1945 och ledamot i dess verkställande utskott samt ledamot i Internationella handelskammaren och dess svenska nationalkommitté.
Han var ledamot av Sveriges Köpmannaförbunds jourhavande styrelse 1947–1961, styrelseledamot i Stockholms enskilda bank från 1959, Studieförbundet Näringsliv och Samhälle, stiftelsen Näringslivets fond från 1948, stiftelsen Svenska Dagbladet från 1956, Svenska institutets råd från 1960, Sveriges Radio från 1961, Sachsska barnsjukhuset och ordförande för förvaltningsrådet från 1949.
Han blev ordförande i Svenska Ortkommittén 1954, ordförande i Stockholms golfklubb 1961, Société Belgo-Suédoise 1961, styrelseledamot i Gastronomiska akademien från 1958.

## Familj
Ragnar Sachs var gift första gången 1931–1950 med Ingrid Bergvall (1901–1994) och andra gången 1951 med skådespelaren Karin Ekelund (1913–1976), dotter till lektor Sam Ekelund och Anna Lindström. Han fick sönerna Joen 1932 och Hans 1937. Genom Joen Sachs, som blev professor i arkitektur, blev Ragnar Sachs farfar till affärsmannen Daniel Sachs.

## Utmärkelser
Sachs utmärkelser:
- Kommendör med stora korset av Nordstjärneorden, 22 november 1965.[5]
- Riddare av Nordstjärneorden.
- Kommendör av första klassen av Vasaorden.
- Kommendör av Belgiska Leopold II:s orden.
- Kommendör av Danska Dannebrogsorden.
- Riddare av första klassen av Finlands Vita Ros’ orden.
- Officer av Franska Hederslegionen.
- Kommendör av Italienska republikens förtjänstorden.
- Svenska Röda Korsets förjänstsilvermedalj.
- Dansk Frihetsmedalj.